# Cenovo (potok)
Cenovo – potok będący prawym dopływem rzeki Bystrica na Słowacji. Jego zlewnia znajduje się w Górach Kremnickich. Potok wypływa na wysokości około 660 m w dolinie Cenovo i spływa jej dnem w kierunku północno-północno-wschodnim. W górnej części miejscowości Harmanec, na wysokości około 450 m uchodzi do Bystricy. W miejscu tym zamontowano koło wodne będące turystyczna atrakcją.
Cenovo ma dwa lewoboczne dopływy: Racvalovský potok i Ploskov potok oraz trzy niewielkie lewoboczne. Doliną potoku prowadzi droga (w dolnej części asfaltowa). Poprowadzono nią szlak turystyki pieszej i rowerowej.